# Miraculin
Miraculin er et smagsændrende glykoprotein, der findes i og som bliver udvundet af  “mirakelfrugten” Synsepalum dulcificum.
Det anvendes især i medicinalindustrien til at fjerne den bitre eller syrlige smag i medikamenterne. Det bruges også i fødevareindustrien til at søde eller neutralisere en noget syrlig smag.